# Enicospilus orestes
Enicospilus orestes är en stekelart som beskrevs av Ian D. Gauld och Mitchell 1981. Enicospilus orestes ingår i släktet Enicospilus och familjen brokparasitsteklar. Inga underarter finns listade i Catalogue of Life.